# 로스트 인 스페이스

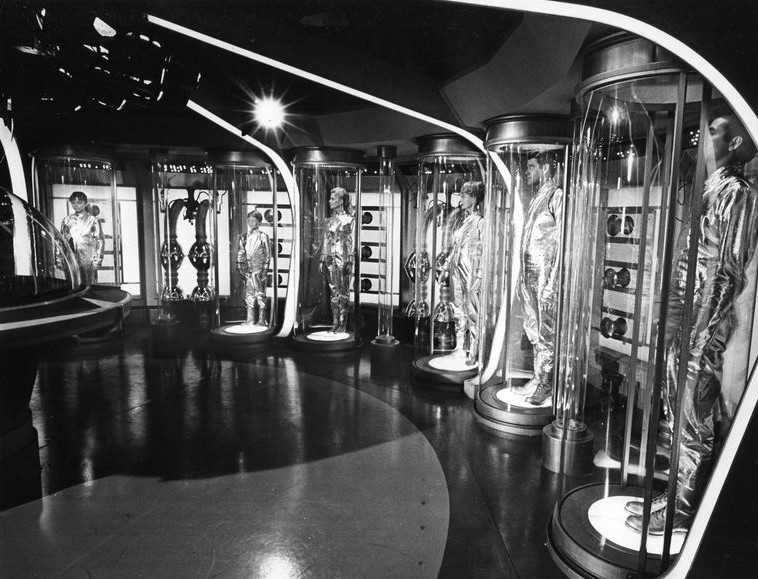

로스트 인 스페이스(Lost in Space)는 어윈 앨런이 제작한 미국의 SF 텔레비전 시리즈로, 1965년부터 1968년까지 CBS를 통해 처음 방영되었다.
이 시리즈는 1812년 소설 스위스 가족의 로빈슨, 그리고 골드 키 코믹스가 발행한 스페이스 패밀리 로빈슨에서 영향을 받았다. 우주에서 생존을 겨루는 우주이민자들의 가족 로빈슨가의 모험을 그리고 있다. 세 시즌에 걸쳐 83화가 방영되었다. 1시즌은 흑백으로 촬영된 각 화당 1시간 분량의 29개 에피소드였다. 시즌 2와 시즌 3의 경우 각 화는 54분 분량이었으며 컬러로 촬영되었다.
한국에는 일본 TBS 텔레비전 방영 제목인 우주가족 로빈슨(宇宙家族ロビンソン)으로 알려져있다.